# فدراسیون وزنه‌برداری ارمنستان
فدراسیون وزنه‌برداری جمهوری ارمنستان (ارمنی: Հայաստանի ծանրամարտի ֆեդերացիա) که با نام فدراسیون وزنه‌برداری ارمنستان نیز شناخته می‌شود، نهاد تنظیم‌کننده ورزش وزنه‌برداری در ارمنستان می‌باشد که توسط کمیته المپیک ارمنستان اداره می‌شود و مقر آن در شهر ایروان واقع شده است.

## تاریخچه
این فدراسیون در سال ۱۹۲۲ میلادی تأسیس شد و ریاست فعلی آن را پاشیک آلاوردیان برعهده دارد. این فدراسیون عضو کامل فدراسیون بین‌المللی وزنه‌برداری و فدراسیون وزنه‌برداری اروپا می‌باشد.
وزنه‌برداران ارمنستانی در مسابقات قهرمانی در سطوح مختلف اروپایی و بین‌المللی از جمله در قهرمانی وزنه‌برداری جهان، مسابقات قهرمانی وزنه‌برداری اروپا و بازی‌های المپیک تابستانی شرکت می‌کنند.
در ۲۱ آوریل ۲۰۲۲، اعلام شد که مسابقات قهرمانی وزنه‌برداری اروپا سال ۲۰۲۳ در ارمنستان برگزار خواهد شد. مسابقات قهرمانی وزنه‌برداری اروپا از ۱۵ تا ۲۳ آوریل ۲۰۲۳ در ایروان برگزار شد.